# Infinity (série de jeux vidéo)
Pour les articles homonymes, voir Infinity.
Infinity (インフィニティ, Infiniti, litt. « infini », « infinité ») est une série de jeux vidéo de type visual novel principalement développés par KID. Le premier jeu de la série, Never 7: The End of Infinity, a été initialement publié sous le nom d'Infinity pour PlayStation en 2000, et a ensuite été porté sur d'autres plateformes. Depuis, quatre autres jeux ont été développés, ainsi qu'une nouvelle version du deuxième jeu, Ever 17: The Out of Infinity. Les trois premiers jeux ont été dirigés par Takumi Nakazawa, et les quatre premiers ont été planifiés et écrits par Kotaro Uchikoshi et composés pour Takeshi Abo. Le cinquième a été écrit par le groupe d'écriture otome Run & Gun, et groupe Milktub fut chargé de la production sonore. Avec Memories Off, Infinity était la série phare de KID.
Initialement, la série se concentrait sur la romance avec une légère utilisation de thèmes de science-fiction ; comme les thèmes de science-fiction ont été accueillis positivement par les critiques, la série s'est progressivement éloignée des thèmes de romance, le troisième jeu se concentrant entièrement sur la science-fiction. À partir du deuxième jeu, Ever 17, la série a présenté le thème de l'évasion d'un espace clos, qui a été utilisé par l'équipe de développement comme un moyen d'incarner les désirs instinctifs de l'humanité. Lors du développement du quatrième jeu, 12Riven: The Psi-Climinal of Integral, KID a fait faillite ; leurs actifs ont été acquis par la société Cyberfront, qui a terminé le développement du quatrième jeu, 12Riven, et en a développé un cinquième, Code_18.

## Médias

### Principaux jeux
| Jeux de la série Infinity. | |
| 2000                       | Never 7: The End of Infinity (précédemment titré Infinity [PS1] et Infinity Cure. [Neo-Geo Pocket]) |
| 2001                       | |
| 2002                       | Ever 17: The Out of Infinity                                                                        |
| 2003                       | |
| 2004                       | Remember 11: The Age of Infinity                                                                    |
| 2005                       | |
| 2006                       | |
| 2007                       | |
| 2008                       | 12Riven: The Psi-Climinal of Integral                                                               |
| 2009                       | |
| 2010                       | |
| 2011                       | Code_18                                                                                             |
| 2011                       | Ever 17 (nouvelle version)                                                                          |

La série comprend trois jeux vidéo, un jeu dérivé et un redémarrage. Au Japon, la série a été publiée par KID, Success et Cyberfront,,.  En Amérique du Nord, Ever 17: The Out of Infinity a été traduit et publié par Hirameki International ;  c'est le seul jeu de la série à avoir été publié en anglais. 
- Never 7: The End of Infinity est le premier jeu de la série. Il a été initialement publié pour PlayStation le 23 mars 2000, sous le nom Infinity[4], et a été publié plus tard pour Neo-Geo Pocket[9], Dreamcast[10], Microsoft Windows[11], PlayStation 2[12], ordinateurs Macintosh[13], PlayStation Portable (PSP)[14], Android[15], et iOS[16]. Le jeu suit Makoto, un étudiant qui passe une semaine dans une loge avec d'autres étudiants et utilise un sixième sens pour éviter que de mauvaises choses ne se produisent[17],[18].
- Ever 17: The Out of Infinity est le deuxième jeu de la série. Il a été initialement publié pour PlayStation 2 et Dreamcast le 29 août 2002[19],[20], et a été publié plus tard pour Microsoft Windows au Japon et en Amérique du Nord[7], et pour PlayStation Portable (PSP)[21], Android[22],  et iOS[23]. Une nouvelle version est sorti pour Xbox 360 le 1er décembre 2011[24]. Le jeu suit Takeshi et un garçon amnésique qui, avec d'autres, sont piégés dans un parc à thème sous-marin qui imploserait en 119 heures en raison de la haute pression de l'eau[7].
- Remember 11: The Age of Infinity est le troisième jeu de la série. Il a été initialement publié pour PlayStation 2 le 18 mars 2004[25], et a été publié plus tard pour Microsoft Windows[26], PlayStation Portable (PSP)[27], et iOS. Il se déroule en 2011 et 2012 et suit Cocoro, qui a survécu à un accident d'avion, et Satoru, qui a perdu connaissance après être tombé d'une tour de l'horloge[28].
- 12Riven: The Psi-Climinal of Integral est un jeu de la série dérivée de la série Infinity, la série Integral, dont il est le premier et seul jeu, les autres ayant été annulés de par les mauvaises ventes de 12Riven. Il a été initialement publié pour PlayStation 2 le 13 mars 2008[29], et a été publié plus tard pour Microsoft Windows et PlayStation Portable (PSP)[1],[30]. Il suit Renmaru, qui se dirige vers le bâtiment Integral après avoir reçu un message disant que son ami d'enfance, Myū, y mourra, l'autre protagoniste, Narumi, se dirige également vers le bâtiment pour sauver Myū et empêcher un événement terrible de se produire[28].
- Code_18 est le premier et le seul jeu du redémarrage de la série Infinity avec différents écrivains. Il a été initialement publié pour Xbox 360 et PlayStation Portable le 29 septembre 2011[31], avec une version Microsoft Windows suivant le 21 décembre 2012[1]. Il se déroule dans un lycée en 2018 et suit l'étudiant de deuxième année Hayato, qui tente de faire décoller son unité Dragon Mk-7Va[31].

### Autres média
D'autres supports basés sur la série ont été réalisés. Ever 17 a été adapté en manga et Remember 11 a été adapté en un roman en deux parties,,. Un jeu mobile promotionnel basé sur Code_18 a été publié avant la sortie de Code_18.  Des drama CDs basés sur Ever 17, Remember 11 et Code_18 ont été publiés,,.

## Éléments communs
Les jeux sont tous des visual novels avec des histoires sur le voyage dans le temps et avec des éléments de science-fiction,, présentant des boucles temporelles comme élément récurrent de l'intrigue. À partir d'Ever 17, la série a présenté le thème de « l'évasion d'un espace clos » — thème par ailleurs repris dans la série Zero Escape (en) du même scénariste que la série Infinity, Kotaro Uchikoshi — ; par exemple, Ever 17 a des personnages piégés dans un parc à thème sous-marin, et Remember 11 se déroule à la fois dans une cabane sur une montagne pendant une tempête de neige et dans une installation de réhabilitation de criminels souffrant de troubles mentaux. Ce thème a été abandonné avec Code_18, qui se déroule majoritairement dans un lycée. Un autre élément également repris d'Ever 17 est que la série a présenté plusieurs protagonistes pour chaque jeu suivant Ever 17, protagonistes que le joueur peut incarner tout au long de l'histoire ,,; ceci, aussi, a été abandonné avec Code_18, qui ne comporte qu'un protagoniste.
Le joueur progresse dans les jeux en lisant ses histoires. À certains moments, un certain nombre d'options lui sont proposées ; en fonction de ce qu'il choisit, l'histoire progresse différemment et aboutit à des fins différentes,,. Certains de ces choix sont subtils, par exemple, le joueur pourrait choisir entre faire que le protagoniste prenne la main d'un autre personnage ou faire qu'il ne fasse que le regarder dans les yeux. Certains de ces choix peuvent provoquer la mort d'un personnage ; le joueur vise à éviter les « mauvaises » fins dans lesquelles le personnage du joueur ou un autre personnage meurt,. Plusieurs des jeux de la série incluent un glossaire en jeu appelé système « TIPS » (litt. « astuces »), qui explique les différents termes utilisés dans l'histoire,.  

## Développement

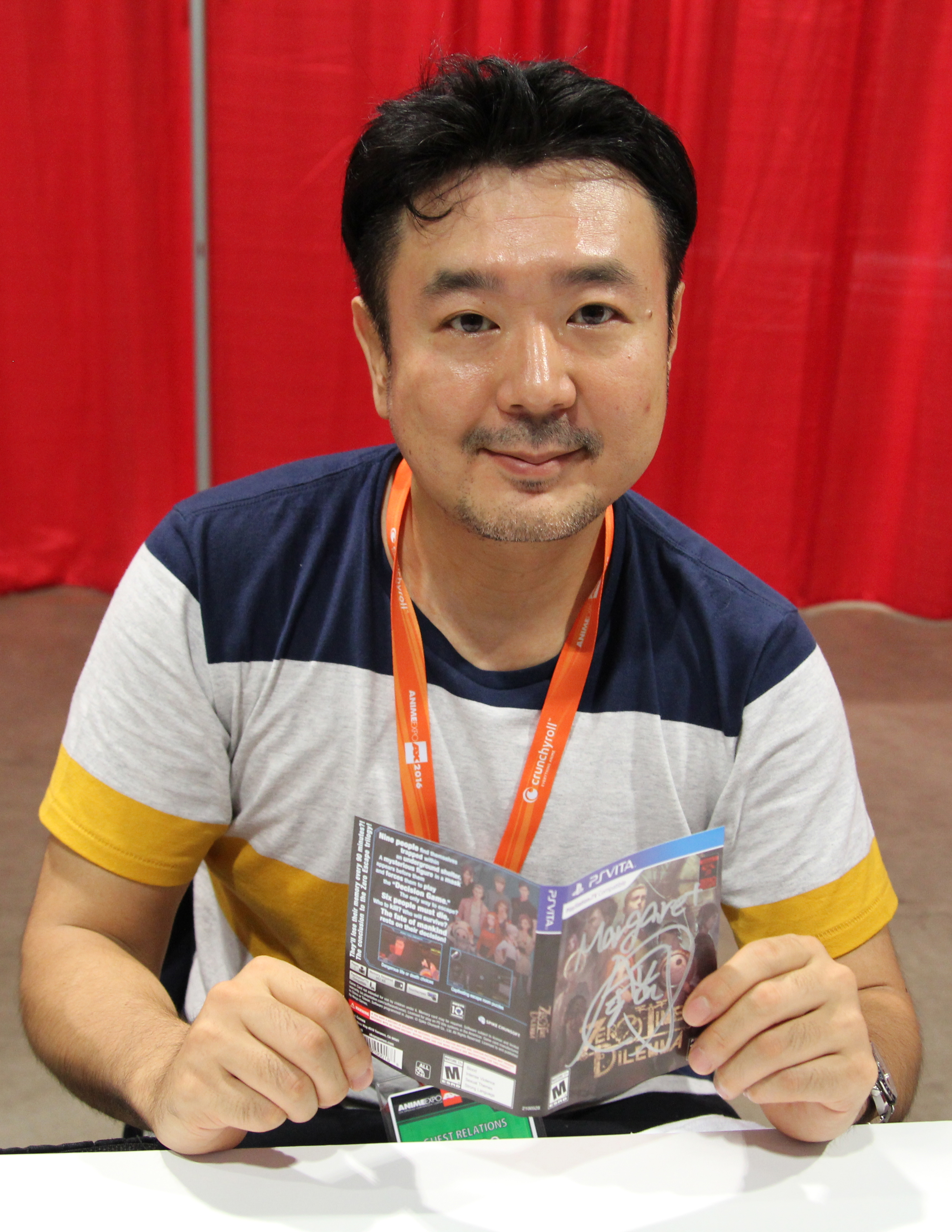
Les quatre premiers jeux de la série ont été écrits et planifiés par Kotaro Uchikoshi.

Les trois premiers jeux de la série ont été dirigés par Takumi Nakazawa, et les quatre premiers ont été écrits et planifiés par Kotaro Uchikoshi et composés par Takeshi Abo,. Plusieurs artistes ont travaillé sur la conception des personnages de la série, notamment Yuu Takigawa pour Ever 17 et Hidari (en) pour Remember 11,. Avec Memories Off, Infinity était la série phare de KID,.  
Uchikoshi n'a pas été en mesure de faire un usage intensif des thèmes de science-fiction dans Never 7, car ses supérieurs chez KID pensaient que le jeu ne se vendrait pas bien s'il ne se concentrait pas sur les éléments de jeu de rencontres et les personnages féminins mignons, il a donc été conçu avec l'objectif principal de développer une relation avec une fille, avec seuelement de légers éléments de science-fiction. Lors de leur sortie, les éléments de science-fiction ont été bien accueillis par les critiques, ce qui a conduit à la décision d'augmenter l'importance de la science-fiction dans les jeux suivants ; cela s'est fait progressivement, avec le deuxième jeu, Ever 17, ayant un équilibre entre les rencontres et la science-fiction, et le troisième jeu, Remember 11, qui lui, est entièrement axé sur la science-fiction. Selon Uchikoshi, le concept dans la série « d'évasion d'un espace clos » était destiné à incarner deux des désirs instinctifs et primitifs de l'humanité : le désir inconscient de retourner dans la sécurité de l'utérus de sa mère et de s'isoler du monde, et le désir de s'échapper et de surmonter sa condition actuelle. Un autre thème récurrent de la série était la façon dont les jeux étaient conçus pour être ouverts à la spéculation et à de multiples interprétations, ce qui expliquait en partie le nom de la série, Infinity.
Quand Abo a composé la musique des jeux, il a d'abord lu les histoires, afin de pouvoir comprendre pleinement le décor et les personnages. Ce faisant, il a noté ses impressions sur les divers événements et situations qui se produisent tout au long des jeux. Les choses qu'il considérait comme les plus importantes étaient le flux émotionnel des histoires et ses premières impressions. Il a décrit cette méthode comme prenant plus de temps que s'il devait simplement désigner diverses chansons à différents moments du jeu, mais a déclaré que cela lui permettait de créer de la musique avec une meilleure relation avec la vision du monde des jeux. En raison de la science-fiction et des éléments théoriques de la série, Abo a composé avec ce qu'il appelle une « musique géométrique » à l'esprit. Comme il appréciait les histoires de la série, la musique qu'il composait reflétait fortement ses propres goûts musicaux. 
Le développement du premier jeu a commencé juste après la fin de Memories Off, qui était le premier visual novel d'Uchikoshi. Never 7 a été conçu comme un jeu autonome, mais il a été décidé lors du développement d'Ever 17 de relier les mondes des deux jeux et de les transformer en une série. Le développement d'Ever 17 s'est terminé en mai 2002, date à laquelle Nakazawa a proposé des idées pour Remember 11 ; lui et Uchikoshi ont planifié l'intrigue du jeu en janvier 2003, avec l'intention initiale que le jeu ne soit pas lié à Infinity et qu'il s'intitule Parasite. Cependant, lorsque le développement a commencé en mai 2003, il a été intitulé avec le titre de travail Project Infinity 3.  La production du titre a été troublée par les différences créatives entre Nakazawa et Uchikoshi, qui avaient chacun leur propre idée de la fin du jeu. En plus de leurs désaccords, ils étaient incapables d'écrire tout ce qu'ils voulaient pour le jeu et se sont retrouvés avec une fin qu'Uchikoshi a décrite comme n'étant qu'à moitié terminée ; au moment de la sortie du jeu, ils prévoyaient de terminer l'histoire dans une suite. 
KID a commencé le développement d'un quatrième jeu, 12Riven, et prévoyait de le sortir en 2007 ; cependant, le 1er décembre 2006, KID a déclaré avoir fait faillite en raison de dettes qui s'élevaient d’une somme de 530 millions de yens ; cela était dû notamment au fait que KID avait continué à sortir des jeux pour la PlayStation 2 tout au long de 2006 tandis que la PS2 voyait ses ventes à la baisse, ce qui était probablement dû au succès de la Nintendo DS au Japon.  Selon Abo, les employés de l'entreprise n'étaient pas au courant des problèmes jusqu'au jour même où KID a fermé ses portes. En 2007, la société Cyberfront a acquis tous les actifs de KID et a annoncé que le développement de 12Riven avait repris ;  il a été finalement publié en 2008, le développement étant crédité à la fois à KID et SDR Project. Le cinquième jeu, Code_18, a été développé par Cyberfront ; comme KID n'existait plus, le groupe d'écriture d'otome Run & Gun a été embauché pour écrire l'histoire du jeu. Le groupe Milktub fut chargée de s'occuper de la production sonore. L'équipe de développement a vu le jeu comme un redémarrage de la série Infinity et bien qu'elle ait initialement prévu le contraire, a abandonné le thème de l'évasion d'un espace clos en raison de préoccupations liées à la taille du public ciblé par le jeu. Cyberfront a également développé un remake d'Ever 17, en collaboration avec 5pb., en utilisant des modèles 3D pour les personnages plutôt que les sprites 2D de la version originale. 

## Accueil
| Jeux                                  | Famitsu |
| ------------------------------------- | ------- |
| Never 7: The End of Infinity          | 26/40   |
| Ever 17: The Out of Infinity          | 26/40,  |
| Remember 11: The Age of Infinity      | 28/40   |
| 12Riven: The Psi-Climinal of Integral | /       |
| Code_18                               | 26/40   |
| Ever 17 (nouvelle version)            | 30/40   |

En 2010, RPGFan a classé Ever 17 comme le 18e meilleur jeu de rôle des années 2000 ; le rédacteur Neal Chandran l'a classé comme numéro 3 dans sa partie « choix de la rédaction » de la même catégorie.

### Ventes
En novembre 2011, les ventes totales de la série dépassaient 200 000 unités. 

### Héritage
Kotaro Uchikoshi a déclaré que c'est l'accueil positif de Never 7 et Ever 17 qui lui a donné la confiance nécessaire pour quitter KID et devenir un écrivain indépendant.

## Voir également